# معرکبه
معرکبه (به عربی: معرکبة) یک روستا در سوریه است که در ناحیه صوران واقع شده‌است. معرکبه ۴۹۴ نفر جمعیت دارد.